# یواس‌اس استاکهام (دی‌دی-۶۸۳)
یواس‌اس استاکهام (دی‌دی-۶۸۳) (به انگلیسی: USS Stockham (DD-683)) یک کشتی بود که طول آن ۱۱۴٫۷ متر (۳۷۶ فوت) بود. این کشتی در سال ۱۹۴۳ ساخته شد.